# TINF2
TERF1 상호 작용 핵인자 2(TERF1-interacting nuclear factor 2)는 인간에서 TINF2 유전자에 의해 암호화되는 단백질이다. TIN2는 텔로미어 끝에 있는 셀테린(shelterin) 단백질 복합체의 성분이다.

## 상호 작용
TINF2는 ACD, POT1, TERF1와 상호 작용하는 것으로 나타났다.